# Embalse del río Oyan
El embalse del río Oyan se encuentra en el área del gobierno local de Abeokuta Norte, en el estado de Ogun, en el oeste de Nigeria, a unos 20 km km al noroeste de la capital del estado, Abeokuta. La presa se encuentra en el río Oyan, un afluente del río Ogun. Se utiliza principalmente para suministrar agua corriente a Lagos y Abeokuta, pero también tiene potencial para alimentar 3 turbinas que producen 9 MW de electricidad.

## Estructura
La presa se puso en servicio el 29 de marzo de 1983 por el presidente Shehu Shagari y es operada por la Ogun-Osun River Basin Development Authority. El embalse está en una región de sabana, con pocos árboles y pastos de escasa fertilidad. Tiene una extensión de 40 km2 y un área de captación de 9.000 km2. La presa tiene una longitud de coronación de 1.044 m, una altura de 30,4 m y una capacidad bruta de almacenamiento de 270 millones de m3. Fue diseñado para suministrar agua  a Lagos y Abeokuta, y para apoyar el Proyecto de Irrigación del Bajo Ogun, de 3.000 hectáreas. En 1983 se instalaron tres turbinas de 3 megavatios cada una, pero hasta 2024 no se habían utilizado. La presa tiene 4 aliviaderos, cada uno de 15 m de anchura y 7 m de altura.

## Impacto
Durante la construcción, 22 aldeas quedaron sumergidas y las personas desplazadas fueron trasladadas a tres campamentos de asentamiento. Algunos de los colonos pescan en el lago y cultivan verduras a lo largo de la orilla cuando el lago retrocede en la estación seca.  Un estudio de 2009 sobre los niveles de esquistosomiasis urinaria en las comunidades Ibaro-Oyan y Abule Titun, que dependen de la presa Oyan para su sustento, encontró altos niveles de infección debido al uso de agua no tratada. Un estudio anterior, realizado entre 1990 y 1993, había indicado que el riesgo de la enfermedad, transmitida por los caracoles, podría reducirse en gran medida si el depósito se descargara continuamente durante la estación seca y calurosa.

## Operaciones
En mayo de 2009, tras fuertes lluvias, los operadores de la presa se vieron obligados a liberar cantidades excepcionales de agua de la presa por razones de seguridad, lo que provocó algunas inundaciones en una superficie de 2.800 hectáreas. En febrero de 2010, la presa no suministraba suficiente agua a las centrales hidráulicas de Abeokuta para satisfacer la demanda. La planta de agua también tuvo problemas con fallas en los equipos debido a una subida de tensión. Los residentes de Abeokuta se vieron obligados a depender de ríos y arroyos para satisfacer sus necesidades de agua. La Ogun State Water Corporation atribuyó el problema al suministro poco fiable de electricidad a la Power Holding Corporation de Nigeria.

## Potencial
En 2010, el gobierno federal presupuestó 43 millones de dólares para la construcción del sistema de riego por gravedad en la presa y 11 millones de dólares para las operaciones de la presa. La presa debía albergar 3.000 hectáreas en una primera fase, pero el terreno había quedado en barbecho.